# Cine 9 de Abril
Cine 9 de Abril é uma sala de cinema em Volta Redonda, Rio de Janeiro, a mais antiga da cidade. É considerada atualmente a maior sala de cinema da America Latina. São 1650 m² de área e 1505 poltronas distribuídas em 2 andares.  É também uma das poucas salas de cinemas “de rua” em atividade do Estado, mesmo se incluída a capital.
O nome do cinema remete à fundação da principal indústria e motivo de fundação do município, a CSN.
Projetado por Ricardo Tommasi e Glauco Couto de Oliveira, ele foi fundado em 27 de fevereiro de 1959. À época de sua inauguração, a imprensa descreveu-o assim:
| “ | “…Mas o Cine Nove de Abril foi feito para diversão, para o bem estar de seus frequentadores e para ser um cartão de visita à todos aqueles que forem à cidade do aço. Será ponto de referência ao progresso e civilização da cidade que surgiu para orgulho do Brasil.” | ” |

Em 1985 foi tombado pelo Patrimônio Histórico Municipal e Estadual (INEPAC). No cinema, além da projeção dos tradicionais filmes, ocorrem peças de teatro, espetáculos musicais, colações de grau e até mesmo casamento comunitário.